# Owe
Pour les articles homonymes, voir Owe (homonymie).
Owe est une localité du Cameroun, située dans l'arrondissement de Muyuka, le département du Fako et la région du Sud-Ouest.

## Population
En 1953, Owe avait 296 habitants. En 1967, Owe comptait 1 050 habitants, principalement des Bakweri. Lors du recensement de 2005, on a dénombré 2 887 personnes.